# Lorenzo Dalla Porta
Lorenzo Dalla Porta (Prato, 22 giugno 1997) è un pilota motociclistico italiano, campione del mondo della Moto3 nel 2019 e campione italiano classe 125 nel 2012.

## Carriera
Nel 2012 vince il campionato Italiano Velocità nella classe 125 con una Aprilia RS 125 R del team O.R. by 2B Corse-Zack M. Corre nel CIV anche nel 2013 e nel 2014, per poi passare, nel 2015, al campionato Spagnolo, che si aggiudica l'anno seguente. Esordisce in Moto3 nel motomondiale 2015 con il team Husqvarna Factory Laglisse nel Gran Premio di Indianapolis, prendendo il posto di Isaac Viñales. Totalizza 13 punti mondiali che gli valgono il venticinquesimo posto in classifica finale.
Nel 2016 corre il GP d'Italia in sostituzione dell'infortunato Philipp Öttl sulla KTM RC 250 GP del team Schedl GP Racing, chiudendo in quindicesima posizione ed ottenendo un punto mondiale. Torna in pista nella Moto3 per il Gran Premio d'Olanda in sostituzione dell'infortunato Jorge Navarro, chiudendo la gara in decima posizione. Sempre nel 2016 viene designato, a partire dal GP di Gran Bretagna, quale sostituto di Romano Fenati in seno allo SKY Racing Team VR46. Chiude la stagione al trentesimo posto con 12 punti ottenuti.

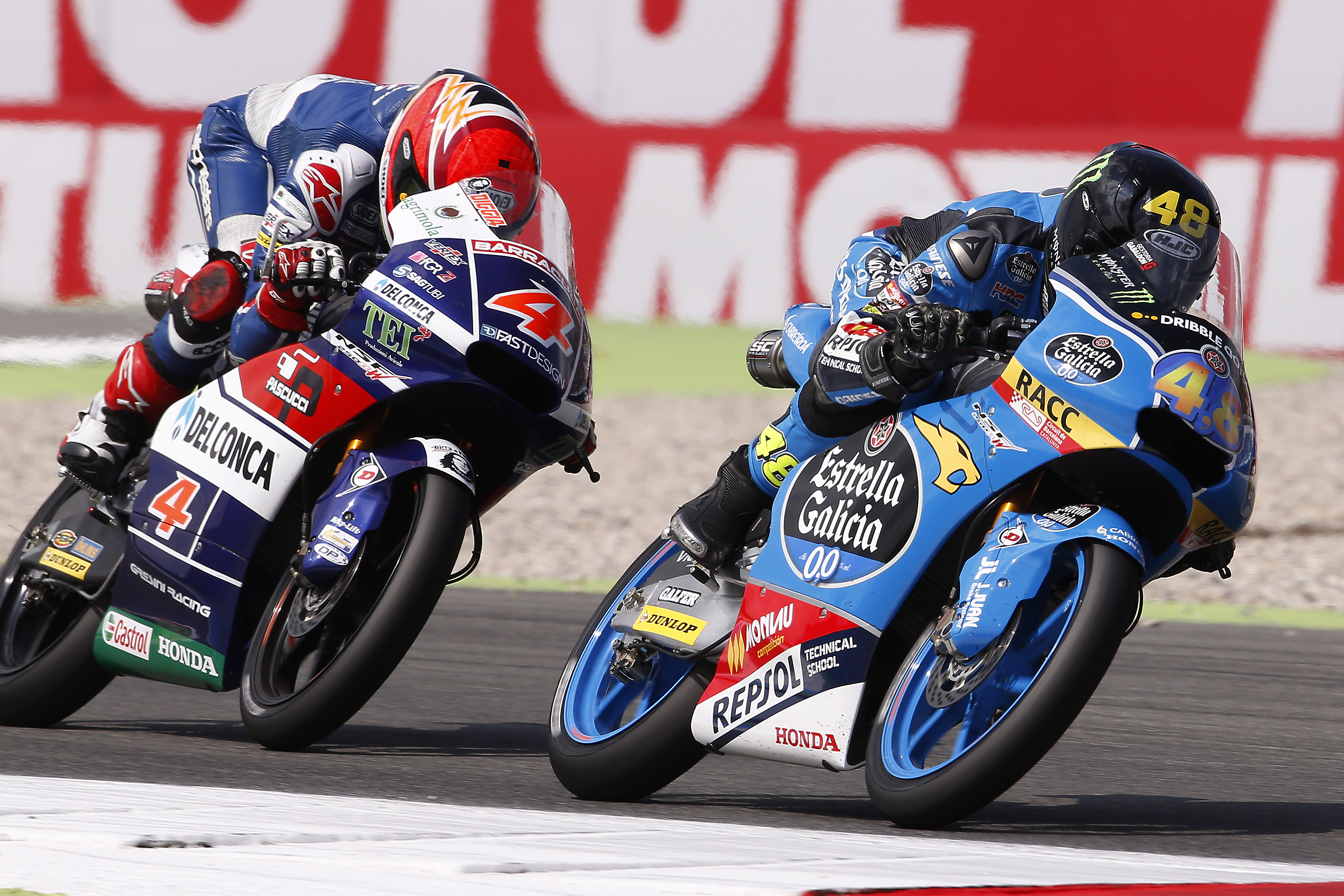
Dalla Porta, tallonato da Fabio Di Giannantonio, in una fase di gara del 2016.

Nel 2017 diventa pilota titolare nel motomondiale, guidando la Mahindra MGP3O del Aspar Team. Il compagno di squadra è Albert Arenas. Ottiene come miglior risultato un decimo posto in Australia e termina la stagione al 28º posto con 9 punti. Nel 2018 corre con la Honda NSF250R del team Leopard Racing; il compagno di squadra è Enea Bastianini. Ottiene il suo primo podio nel contesto del motomondiale con il terzo posto in Qatar. Il 9 Settembre 2018, in occasione del Gran Premio di San Marino ottiene la sua prima vittoria nel motomondiale. Giunge secondo in Thailandia, Giappone e Malesia. Conclude la stagione al 5º posto con 151 punti.
Nel 2019 rimane nello stesso team, con compagno di squadra Marcos Ramírez. Ottiene quattro vittorie (Germania, Giappone, Australia e Malesia), sei secondi posti (Qatar, Francia, Italia, Olanda, Repubblica Ceca e Thailandia), un terzo posto in Gran Bretagna, una pole position in Spagna e 279 punti iridati. Il 27 ottobre 2019 ottenendo la vittoria durante il Gran Premio di Australia conquista il campionato mondiale Moto3 con due gare di anticipo. È il primo italiano a vincere in questa categoria da quando la Moto3 ha sostituito la classe 125. Dalla Porta è riuscito così a riportare il titolo della classe di minor cilindrata all'Italia, a 15 anni di distanza dall'ultimo vincitore della categoria, nell'allora classe 125, Andrea Dovizioso.
Nel 2020 corre in Moto2 col team Italtrans Racing, alla guida di una Kalex Moto2, il compagno di squadra è Enea Bastianini. Ottiene come miglior risultato un tredicesimo posto nel Gran Premio di San Marino e termina la stagione al 27º posto con 5 punti. Nel 2021 rimane nello stesso team, con compagno di squadra Joe Roberts. In questa stagione è costretto a saltare il Gran Premio di Gran Bretagna a causa di un problema alla spalla sinistra, che verrà poi sottoposta a intervento chirurgico, cosa che porta alla chiusura anzitempo della stagione, dopo il Gran Premio di San Marino. Giunge ventisettesimo in classifica finale con 10 punti. Nel 2022 inizia il terzo anno con Italtrans, totalizza ventuno punti e chiude al ventiduesimo posto in classifica. Nel 2023 inizia il campionato di Moto2 con il team Petramina Mandalika SAG, dopo una separazione consensuale dalla squadra disputa ancora due gare con il team Forward Racing senza ottenere punti. Successivamente disputa il secondo Gran Premio del Mugello nella classe Supersport del campionato italiano ottenendo nove punti. Passa quindi a gareggiare nel mondiale Supersport dove sostituisce Andrea Mantovani nel team Evan Bros. Yamaha. Totalizza quarantaquattro punti classificandosi al diciassettesimo posto. Nel 2024 il pilota toscano è ingaggiato dal team Altogo per gareggiare nel campionato italiano Supersport oltre ad alcune wild card nel mondiale. La collaborazione finisce prima del termine di entrambe le competizioni. I punti conquistati consentono comunque a Dalla Porta di classificarsi ottavo nel campionato nazionale (dove ottiene l'unica affermazione stagionale per Yamaha.) e ventottesimo nel mondiale. Sempre con la casa dei tre diapason, prende parte alla categoria Stock nel Campionato Europeo dove manca il titolo per pochi punti.

## Risultati in gara

### Risultati nel Motomondiale
| 2015 | Classe | Moto      |  |  |  |  |  |  |  |  |  |    |    |   |    |    |    |     |    |    |  |  |  |  | Punti | Pos. |
| ---- | ------ | --------- |  |  |  |  |  |  |  |  |  | -- | -- | - | -- | -- | -- | --- | -- | -- |  |  |  |  | ----- | ---- |
| 2015 | Moto3  | Husqvarna |  |  |  |  |  |  |  |  |  | 28 | 19 | 8 | 11 | 24 | 24 | Rit | 16 | 22 |  |  |  |  | 13    | 25º  |

| 2016 | Classe | Moto        |  |  |  |  |  |    |  |    |  |  |  |    |    |    |    |    |    |     |  |  |  |  | Punti | Pos. |
| ---- | ------ | ----------- |  |  |  |  |  | -- |  | -- |  |  |  | -- | -- | -- | -- | -- | -- | --- |  |  |  |  | ----- | ---- |
| 2016 | Moto3  | KTM e Honda |  |  |  |  |  | 15 |  | 10 |  |  |  | 18 | 17 | 24 | 11 | 19 | 16 | Rit |  |  |  |  | 12    | 30º  |

| 2017 | Classe | Moto     |    |     |    |    |    |    |    |     |    |    |     |    |    |     |     |    |     |    |  |  |  |  | Punti | Pos. |
| ---- | ------ | -------- | -- | --- | -- | -- | -- | -- | -- | --- | -- | -- | --- | -- | -- | --- | --- | -- | --- | -- |  |  |  |  | ----- | ---- |
| 2017 | Moto3  | Mahindra | 23 | Rit | 26 | 19 | 14 | 19 | 19 | Rit | 19 | 19 | Rit | 17 | 15 | Rit | Rit | 10 | Rit | 20 |  |  |  |  | 9     | 28º  |

| 2018 | Classe | Moto  |   |   |    |     |     |   |    |   |    |    |   |    |   |    |   |   |     |   |    |  |  |  | Punti | Pos. |
| ---- | ------ | ----- | - | - | -- | --- | --- | - | -- | - | -- | -- | - | -- | - | -- | - | - | --- | - | -- |  |  |  | ----- | ---- |
| 2018 | Moto3  | Honda | 3 | 7 | 18 | Rit | Rit | 8 | 17 | 6 | 13 | 10 | 5 | AN | 1 | 13 | 2 | 2 | Rit | 2 | 18 |  |  |  | 151   | 5º   |

| 2019 | Classe | Moto  |   |   |    |   |   |   |     |   |   |   |   |   |   |    |   |   |   |   |    |  |  |  | Punti | Pos. |
| ---- | ------ | ----- | - | - | -- | - | - | - | --- | - | - | - | - | - | - | -- | - | - | - | - | -- |  |  |  | ----- | ---- |
| 2019 | Moto3  | Honda | 2 | 7 | 13 | 8 | 2 | 2 | Rit | 2 | 1 | 2 | 6 | 3 | 8 | 11 | 2 | 1 | 1 | 1 | 21 |  |  |  | 279   | 1º   |

| 2020 | Classe | Moto  |    |    |     |    |    |    |    |    |     |    |    |    |    |     |    |  |  |  |  |  |  |  | Punti | Pos. |
| ---- | ------ | ----- | -- | -- | --- | -- | -- | -- | -- | -- | --- | -- | -- | -- | -- | --- | -- |  |  |  |  |  |  |  | ----- | ---- |
| 2020 | Moto2  | Kalex | 24 | 19 | Rit | 24 | 19 | 17 | 13 | 14 | Rit | 18 | 17 | 18 | 20 | Rit | 17 |  |  |  |  |  |  |  | 5     | 27º  |

| 2021 | Classe | Moto  |    |    |    |    |    |     |     |     |     |    |     |    |     |     |     |     |     |     |  |  |  |  | Punti | Pos. |
| ---- | ------ | ----- | -- | -- | -- | -- | -- | --- | --- | --- | --- | -- | --- | -- | --- | --- | --- | --- | --- | --- |  |  |  |  | ----- | ---- |
| 2021 | Moto2  | Kalex | 18 | 14 | 12 | 16 | SQ | Rit | Rit | Rit | Rit | 12 | Rit | NP | Rit | Rit | Inf | Inf | Inf | Inf |  |  |  |  | 10    | 27º  |

| 2022 | Classe | Moto  |     |    |     |    |     |    |    |     |    |     |    |    |     |     |    |    |     |     |    |    |  |  | Punti | Pos. |
| ---- | ------ | ----- | --- | -- | --- | -- | --- | -- | -- | --- | -- | --- | -- | -- | --- | --- | -- | -- | --- | --- | -- | -- |  |  | ----- | ---- |
| 2022 | Moto2  | Kalex | Rit | 20 | Rit | 16 | Rit | 15 | 12 | Rit | 11 | Rit | 16 | 17 | Rit | Rit | 12 | 15 | Rit | Rit | 12 | 14 |  |  | 21    | 22º  |

| 2023 | Classe | Moto            |    |    |     |    |    |    |     |  |  |  |  |  |  |  |  |  |  |  |  |  |  |  | Punti | Pos. |
| ---- | ------ | --------------- | -- | -- | --- | -- | -- | -- | --- |  |  |  |  |  |  |  |  |  |  |  |  |  |  |  | ----- | ---- |
| 2023 | Moto2  | Kalex e Forward | 19 | 23 | Rit | 25 | 21 | 20 | Rit |  |  |  |  |  |  |  |  |  |  |  |  |  |  |  | 0     |      |

| Legenda | 1º posto        | 2º posto            | 3º posto            | A punti      | Senza punti        | Grassetto – Pole position Corsivo – Giro più veloce |
| Legenda | Gara non valida | Non qual./Non part. | Ritirato/Non class. | Squalificato | '-' Dato non disp. | Grassetto – Pole position Corsivo – Giro più veloce |

### Campionato mondiale Supersport
| 2023 | Moto   |  |  |  |  |  |  |  |  |  |  |  |  |  |  |    |    |    |   |    |     |    |   |   |   | Punti | Pos. |
| ---- | ------ |  |  |  |  |  |  |  |  |  |  |  |  |  |  | -- | -- | -- | - | -- | --- | -- | - | - | - | ----- | ---- |
| 2023 | Yamaha |  |  |  |  |  |  |  |  |  |  |  |  |  |  | 20 | 19 | 10 | 6 | 16 | Rit | 10 | 9 | 8 | 9 | 44    | 17º  |

| 2024 | Moto   |  |  |    |    |  |  |  |  |  |  |  |  |    |    |    |    |    |    |  |  |  |  |  |  | Punti | Pos. |
| ---- | ------ |  |  | -- | -- |  |  |  |  |  |  |  |  | -- | -- | -- | -- | -- | -- |  |  |  |  |  |  | ----- | ---- |
| 2024 | Yamaha |  |  | 15 | 14 |  |  |  |  |  |  |  |  | 19 | 14 | 12 | 20 | 16 | 21 |  |  |  |  |  |  | 9     | 28º  |

| Legenda | 1º posto        | 2º posto            | 3º posto           | A punti      | Senza punti        | Grassetto – Pole position Corsivo – Giro più veloce |
| Legenda | Gara non valida | Non qual./Non part. | Ritirato/Non class | Squalificato | '-' Dato non disp. | Grassetto – Pole position Corsivo – Giro più veloce |